# Roadster Indústria e Comércio de Artefatos de Fibra de Vidro
Roadster Indústria e Comércio de Artefatos de Fibra de Vidro Ltda. war ein brasilianischer Hersteller von Automobilen.

## Unternehmensgeschichte
Das Unternehmen hatte seinen Sitz in Rio de Janeiro. 1981 begann die Produktion von Automobilen. In dem Jahr wurde auch ein Fahrzeug auf einer Automobilausstellung präsentiert. Der Markenname lautete Victoria. Es ist nicht bekannt, wann die Produktion endete. Insgesamt entstanden nur wenige Fahrzeuge.

## Fahrzeuge
Das einzige Modell war die Nachbildung eines Morgan. Ein Rohrrahmen bildete die Basis. Darauf wurde eine offene Karosserie aus Fiberglas montiert. Die Fahrzeugfront des Roadsters glich dem Original sehr. Ein luftgekühlter Vierzylinder-Boxermotor im Heck trieb die Hinterräder an. Daraus ergab sich im Gegensatz zum Morgan ein voluminöses Heck.
Neben der Basisversion gab es die Ausführung Imperial, die mit doppelten Stoßstangen, Nebelscheinwerfern, Ledersitze, Holzlenkrad und Speichenrädern besser ausgestattet war.